# كتلة شغالة
الكتلة الشغـّآلة في الفيزياء والهندسة الميكانيكية (بالإنجليزية:Working mass ) هي الكتلة التي تعمل على تسريع نظام . ففي حالة صاروخ على سبيل المثال تكون الكتلة المؤثرة على حركة الصاروخ هي كتلة الغاز المندفع إلى الوراء وتتسبب في دفعه نحو الأمام . جميع عمليات التسريع (زيادة السرعة ) تحتاج إلى تبادل ل زخم الحركة . وزخم الحركة هو حاصل ضرب الكتلة في السرعة.
أي أن زخم الحركة P:
P = m.v
حيث :
m الكتلة ,
v السرعة .
يمكن تغيير سرعة جسم أثناء حركته ولكن في معظم الأحوال لا يمكننا تغيير كتلة الجسم أثناء الحركة. وهذا نلاحظه أثناء حركة سيارة أو دراجة مثلا .

## المحرك الصاروخي
بالنسبة إلى حركة صاروخ يمكن حساب تغير سرعته باستخدام معادلة تسيولكوفسكي للصاروخ كالآتي:
{\displaystyle \Delta \,v=u\,\ln \left({\frac {m+M}{M}}\right)}
حيث:
- v = سرعة الصاروخ،
- u = سرعة غاز الاحتراق ،
- M = كتلة الصاروخ ،(بدون كتلة الوقود) ،
- m = الكتلة الكلية للغاز المنطلق من الصاروخ (الكتلة الشغّآلة).

يستخدم التعبير «الكتلة الشغالة» في مجال الطيران والصواريخ . وبالنسبة إلى الصاروخ فتكون الكتلة الشغالة فيه هي كتلة الوقود ، في حين أن الكتلة الشغالة في طيران الطائرات فيعتير الهواء هو الكتلة الشغالة (حيث يحمل الهواء الطائرة حتى ولو كانت بلا وقود مثل الطائرة الشراعية) . ومعظم محركات الصواريخ يستخدم وقودا خفيف الكتلة (مثل الهيدروجين السائل و الأكسجين أو الكيروسين ) ويمكنها ذلك التسريع إلى سرعات فوق سرعة الصوت . كما توجد ما يسمى محرك أيوني وهو يستخدم عناصر ثقيلة مثل زينون ككتلة شغالة ، ويمكن تسريعها إلى سرعات عالية بواسطة مجالات كهربائية.
ونظرا لأن تسريع الصاروخ بعتمد متلة التشغيل وهي الوقود فقد تشكل هذه مشكلة بالنسبة إلى قمر صناعي يلزمه ضبط موقعه بين حين وآخر عندما يستهلك كل الوقود ، ويشكل عدم توفر الوقود في تلك الحالة تحديدا لعمر القمر الصناعي.